# Duilio Coletti
Pour les articles homonymes, voir Coletti.
Duilio Coletti, né le 28 décembre 1906 à Penne, dans la province de Pescara, dans la région des Abruzzes, et mort le 22 mai 1999 à Rome, est un scénariste et réalisateur italien.

## Biographie
Coletti est diplômé en médecine et en chirurgie et travaille quelque temps dans le secteur de la santé avant de se laisser aller à sa passion pour le grand écran, née de l'observation d'un tournage d'un film en extérieur, et de s'installer à Rome. Dès 1933, il collabore à divers scénarios et fait ses débuts de réalisateur deux ans plus tard, avec le mélodrame Pierpin (it). Ce n'est toutefois qu'en 1939 qu'il a pu réaliser son film suivant ; le film d'aventure Le Petit Boulanger de Venise, qu'il a mis en scène sous le pseudonyme anglicisant de « John Bard » sur demande des producteurs, a connu un grand succès.
Après la Seconde Guerre mondiale, il tourne des films de différents genres, souvent des films de guerre ; son Sous dix drapeaux, réalisé en 1960, est un exemple de sa capacité à combiner des scènes d'action avec des profondeurs psychologiques dans la direction d'acteurs. À partir du milieu des années 1960, sa liste d'œuvres ne comprend plus que des coréalisations de films internationaux et une œuvre inédite.
En 1954, Coletti a reçu le prix OCIC (Organisation Catholique Internationale du Cinéma et de l’Audiovisuel) et un prix spécial du Sénat de Berlin pour Tonnerre sous l'Atlantique à la Berlinale.
Son fils Enrico Coletti (it) (né en 1961) est également réalisateur de films.

## Filmographie

### Réalisateur
- 1935 : Pierpin (it)
- 1939 : Le Petit Boulanger de Venise (Il fornaretto di Venezia)
- 1940 : Capitan Fracassa (it)
- 1941 : Le Masque de César Borgia (it) (La maschera di Cesare Borgia)
- 1942 : Marchand d'esclaves (it) (Il mercante di schiave)
- 1944 : Tre ragazze cercano marito (it)
- 1946 : L'adultera
- 1947 : Le Passeur (Il passatore)
- 1948 : Les Belles Années (Cuore) (coréalisé avec Vittorio De Sica)
- 1949 : Le Loup de la Sila (Il lupo della Sila)
- 1949 : Exodus (Il grido della terra)
- 1950 : Miss Italie (Miss Italia)
- 1950 : Toselli (Romanzo d'amore)
- 1951 : Libera uscita
- 1952 : Wanda la pécheresse (Wanda la peccatrice)
- 1952 : L'accordeur est arrivé (È arrivato l'accordatore)
- 1953 : Panique à Gibraltar (I sette dell'orsa maggiore)
- 1954 : Tonnerre sous l'Atlantique (La grande speranza)
- 1954 : Divisione Folgore
- 1955 : Bella non piangere (it) (coréalisé avec David Carbonari (it))
- 1956 : Londres appelle Pôle Nord (Londra chiama Polo Nord)
- 1958 : Les Italiens sont fous (Gli italiani sono matti) (coréalisé avec Luis María Delgado (es))
- 1960 : Sous dix drapeaux (Sotto dieci bandiere)
- 1961 : Le Roi des truands (Il Re di Poggioreale)
- 1968 : La Bataille pour Anzio (Lo sbarco di Anzio) (coréalisé avec Edward Dmytryk)
- 1973 : Chino (Valdez, il mezzosangue) (coréalisé avec John Sturges)
- 1977 : L'Homme de Corleone (L'uomo di Corleone) — film inachevé